# Уилям Бърнхарт
Уилям Бърнхарт (на английски: William Bernhardt) е американски адвокат, издател, поет и писател на произведения в жанра съдебен трилър, фентъзи, лирика и документалистика. 

## Биография и творчество
Уилям Бърнхарт е роден на 4 януари 1960 г. в Оклахома Сити, Оклахома, САЩ. Той е запален читател и опитва да пише още като ученик. Получава през 1982 г. бакалавърска степен от Университета на Оклахома, в периода 1983 – 1984 г. следва в университета на Торонто, а през 1986 г. получава диплома по право от Юридическия колеж на Университета на Оклахома (където през 1984 г. е член на екипа участващ в Националния шампионат).
След дипломирането си е приет в адвокатската колегия на Оклахома и в периода 1986 – 1995 г. работи като съдебен адвокат към голямата адвокатска кантора Hall Estill в Тълса. Получава признание за своята работа, включително е обявен през 1994 г. за един от най-добрите млади адвокати в страната от списание Barrister (списание на Американската асоциация на адвокатите) и получава специална награда за изключителната му служба от Адвокатската колегия на Оклахома, както за успешната му кариера, така и за делата му „про боно“, подпомагане на безпомощните и съдействие на млади хора в стремежа им за преследване на правото.
Заедно с работа си започва да пише съдебни трилъри. Първият му роман Primary Justice (Първична справедливост) от поредицата „Бен Кинкейд“ е издаден през 1991 г. Главният герой, Бен Кинкейд, е млад адвокат, който е разочарован от работата си в прокуратурата и започва работа в голяма корпоративна адвокатска кантора, където продължава да се бори за справедливост за своите клиенти, но и против алчността на адвокатите.
Автор е на над петдесет книги, включително поредиците бестселъри „Бен Кинкейд“ и „Даниел Пайк“, историческите романи Challengers of the Dust и Nemesis (по който се екранизира минисериал), две книги с поезия, фентъзи поредицата за ютоши „Блясък“ и поредицата „Червени маратонки“ за творческо писане в помощ на млади автори. В периода 2000 – 2001 г., в чест на новия век, заедно с още 10 автори, участва като редактор и автор в творчески експеримент като пишат съвместно романа „Фатални подозрения“. Участват Филип Марголин, Бони Макдугъл, Джон Лескроарт, Лайза Скоталайн, и др., а получените хонорари от този криминално-правен трилър са дарени на организацията The Nature Conservancy.
За творчеството си печели редица престижни награди. Два пъти е печелил наградата на Оклахома за за най-добър роман (1995, 1999), през 1997 г. е включен в Залата на славата на писателите на Оклахома, а през 1998 г. получава наградата Златен медал на Гилдията на южните писатели. През 2000 г. е удостоен с наградата „Х. Луиз Коб“ и наградата на читателите, а през 2009 г. получава наградата „Дейвис“ за изтъкнат автор от университета в Скрантън. През 2013 г. става шампион в телевизионното състезание Jeopardy!.
След напускането на работата си като адвокат основава през 1999 г. издателство HAWK (закрито 2009 г.), което основно се фокусира в издаването на книги на нови писатели, после издателство Balkan Press за поезия и художествена литература, и литературното списание Conclave. Той също така е един от най-търсените инструктори по писане в Америка, преподавайки от 2005 г., правейки ежегоден работен семинар по писане, участвайки в различни по-малки групови семинари, и предоставяйки електронен информационен бюлетин.
Уилям Бърнхарт живее със семейството си в Тълса.

## Произведения

### Самостоятелни романи
- The Code Of Buddyhood (1993)[1][4]
- Double Jeopardy (1995)
- The Midnight Before Christmas (1998)
- Natural Suspect (2001) – с Джини Харцмарк, Лесли Глас, Майкъл Палмър, Джон Каценбах, Филип Марголин, Бони Макдъгъл, Брад Мелцър, Джон Лескроарт, Лайза Скоталайн и Лорънс Шеймс[3]
Фатални подозрения, изд.: „ИнфоДАР“, София (2005), прев. Боряна Даракчиева
- Final Round (2002)
- Nemesis: The Final Case of Eliot Ness (2008)
- The Black Sentry (2014)
- The Game Master (2015)
- Challengers of the Dust (2016)
- Plot Counterplot (2022)

### Поредица „Бен Кинкейд“ (Ben Kincaid)
1. Primary Justice (1991)[1][2][2][3][4]
2. Blind Justice (1992)
3. Deadly Justice (1993)
4. Perfect Justice (1994) – награда на Оклахома за най-добър роман
5. Cruel Justice (1996)
6. Naked Justice (1997)
Голо правосъдие, изд.: ИК „Хермес“, Пловдив (2000), прев. Васил Дудеков-Кършев
7. Extreme Justice (1998)
8. Dark Justice (1999) – награда на Оклахома за най-добър роман
9. Silent Justice (2000)
10. Murder One (2001)
Многолико правосъдие, изд.: ИК „ЕРА“, София (2002), прев. Надежда Розова
11. Criminal Intent (2002)
12. Death Row (2003)
13. Hate Crime (2004)
14. Capitol Murder (2006)
15. Capitol Threat (2007)
16. Capitol Conspiracy (2008)
17. Capitol Offense (2009)
18. Capitol Betrayal (2010)
19. Justice Returns (2017)

новели към поредицата
- What We're Here For (2014)
- Yuletide Justice (2014)
- After Hours (2014)
- Rough Justice (2014)

### Поредица „Сюзън Пуласки“ (Susan Pulaski)
1. Dark Eye (2005)[1]
2. Strip Search (2007)

### Поредица „Блясък“ (Shine)
1. Childhood's End (2015) – издаден и като Shine[1]
2. Roses in the Ashes (2013)
3. Pandora's Children (2013) – издаден и като Pandora's Daughters
4. Renegades (2014)
5. Who's Gonna Stop Me? (2014)

### Поредица „Даниел Пайк“ (Daniel Pike)
1. The Last Chance Lawyer (2019)[1][2]
2. Court of Killers (2019)
3. Trial by Blood (2019)
4. Twisted Justice (2020)
5. Judge and Jury (2020)
6. Final Verdict (2021)

### Поредица „Сплитсвил“ (Splitsville)
1. Splitsville (2021)[1][2]
2. Exposed (2021)
3. Shameless (2022)

### Сборници
- The White Bird (2013) – поезия[1]
- The Ocean's Edge (2016) – поезия
- Christmas Tapestry (2021) – разкази, с Кенет Андръс, Робърт Браун, Тамара Грантъм, Бетси Кулаковски и Джон Уули

### Документалистика
- Equal Justice (2006) – с Ким Хенри[1]
- The Fundamentals of Fiction (2008)

#### Поредица „Червени маратонки“ (Red Sneaker)
1. Story Structure (2013)[1][2][3]
2. Creating Character (2013)
3. Perfecting Plot (2013)
4. Dynamic Dialogue (2014)
5. Sizzling Style (2014)
6. Powerful Premise (2015)
7. Excellent Editing: The Writing Process (2016)
8. Thinking Theme (2017)
9. What Writers Need to Know (2019)
10. Dazzling Description (2020)

### Екранизации
- ?? Nemesis: The Final Case of Eliot Ness